# Il romanzo di una vespa
Il romanzo di una vespa è un film del 1919 diretto da Mario Caserini.